# Pseudobunaea illustris
Pseudobunaea illustris är en fjärilsart som beskrevs av Gustav Weymer 1901. Pseudobunaea illustris ingår i släktet Pseudobunaea och familjen påfågelsspinnare. Inga underarter finns listade i Catalogue of Life.